# Koichi Hashiratani
Koichi Hashiratani, född 1 mars 1961 i Kyoto prefektur, Japan, är en japansk tidigare fotbollsspelare.